# Tipula pruinosa
Tipula pruinosa är en tvåvingeart som beskrevs av Christian Rudolph Wilhelm Wiedemann 1817. Tipula pruinosa ingår i släktet Tipula och familjen storharkrankar. Arten är reproducerande i Sverige.

## Underarter
Arten delas in i följande underarter:
- T. p. stackelbergi
- T. p. pruinosa
- T. p. sinapruinosa

## Bildgalleri

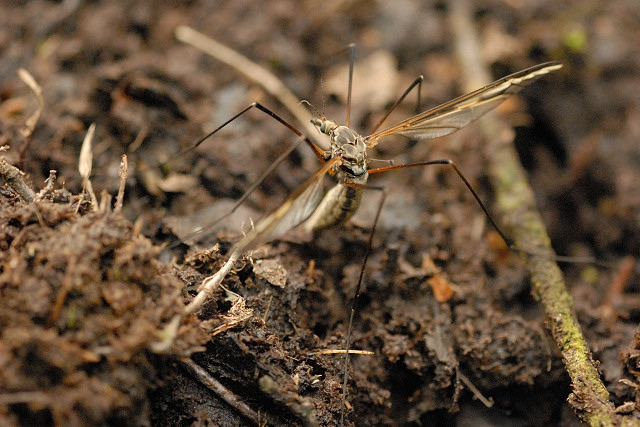
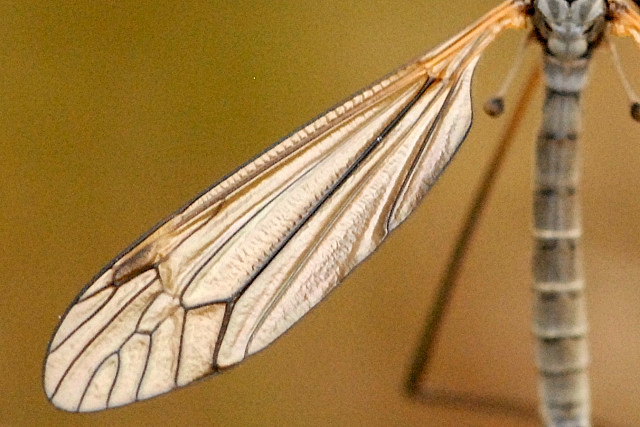